# 月活跃用户数
月活跃用户数（英文：Monthly active users；简写：MAU），简称“月活”。是一种用来衡量的在线游戏、社交网络服务和移动应用程序用户活跃度的方法和标准，也可以用来判断上述服务是否成功、合适。通常情况下，通过测定30天或31天内的活跃用户数量即可得到这个指标。